# Jiangsu TV Station Building
Le Jiangsu TV Station Building est un gratte-ciel de 209 mètres construit en 2007 à Nankin en Chine.